# گروسوندیگر
گروسوندیگر (به لاتین: Großvenediger) یک کوه در اتریش است که در نوکیرشن ام گروسفندیگر واقع شده‌است. گروسوندیگر ۳٬۶۶۶ متر بالاتر از سطح دریا واقع شده‌است.